# Scottish FA Cup 2001/02
Der Scottish FA Cup wurde 2001/02 zum 117. Mal ausgespielt. Der wichtigste schottische Pokalwettbewerb, der offiziell als Tennent's Scottish FA Cup ausgetragen wurde, begann am 17. November 2001 und endete mit dem Finale am 4. Mai 2002. Wurde ein Duell nach 90 Minuten nicht Entschieden, kam es zum Wiederholungsspiel. Wurde dieses nach 90 Minuten plus Verlängerung nicht Entschieden, kam es zum Elfmeterschießen. Den Titel sicherten sich die Rangers im Old-Firm-Finalspiel gegen Celtic.

## 1. Runde
Ausgetragen wurden die Begegnungen am 17. und 18. November 2001. Das Wiederholungsspiel fand am 24. November 2001 statt.
|                 | Ergebnis |                    |
| --------------- | -------- | ------------------ |
| Albion Rovers   | 0:0      | Elgin City         |
| Alloa Athletic  | 3:1      | FC Dumbarton       |
| Brechin City    | 4:0      | FC Stenhousemuir   |
| FC Clydebank    | 1:0      | FC Peterhead       |
| Greenock Morton | 1:2      | Queen of the South |
| Stirling Albion | 2:1      | Buckie Thistle     |
| Tarff Rovers    | 1:4      | FC Montrose        |
| Wick Academy    | 2:3      | Threave Rovers     |

### Wiederholungsspiel
|            | Ergebnis |               |
| ---------- | -------- | ------------- |
| Elgin City | 0:1      | Albion Rovers |

## 2. Runde
Ausgetragen wurden die Begegnungen am 8. Dezember 2001. Die Wiederholungsspiele fanden am 15. und 18. Dezember 2001 statt.
|                       | Ergebnis |                    |
| --------------------- | -------- | ------------------ |
| Alloa Athletic        | 1:0      | Queen of the South |
| Berwick Rangers       | 1:0      | FC Cowdenbeath     |
| Brechin City          | 0:1      | Albion Rovers      |
| FC Clydebank          | 0:1      | FC Stranraer       |
| FC Deveronvale        | 0:0      | FC Spartans        |
| East Stirlingshire    | 0:0      | Forres Mechanics   |
| Forfar Athletic       | 2:0      | Threave Rovers     |
| Gala Fairydean Rovers | 1:0      | Stirling Albion    |
| Hamilton Academical   | 4:0      | FC Montrose        |
| FC Queen’s Park       | 0:0      | FC East Fife       |

### Wiederholungsspiele
|                  | Ergebnis              |                    |
| ---------------- | --------------------- | ------------------ |
| FC East Fife     | 2:2 n. V. (4:2 i. E.) | FC Queen’s Park    |
| Forres Mechanics | 3:1                   | East Stirlingshire |
| FC Spartans      | 1:2                   | FC Deveronvale     |

## 3. Runde
Ausgetragen wurden die Begegnungen am 5./6./8./14./15. und 16. Januar 2002. Die Wiederholungsspiele fanden am 15./16. und 21. Januar 2002 statt.
|                       | Ergebnis |                     |
| --------------------- | -------- | ------------------- |
| Albion Rovers         | 1:4      | FC Livingston       |
| Alloa Athletic        | 0:5      | Celtic Glasgow      |
| FC Arbroath           | 0:2      | Inverness CT        |
| Berwick Rangers       | 0:0      | Glasgow Rangers     |
| FC Clyde              | 1:0      | FC St. Mirren       |
| FC Deveronvale        | 0:6      | Ayr United          |
| FC Dundee             | 1:1      | FC Falkirk          |
| Dundee United         | 3:0      | Forres Mechanics    |
| Dunfermline Athletic  | 3:1      | FC Motherwell       |
| FC East Fife          | 2:4      | Partick Thistle     |
| Gala Fairydean Rovers | 0:5      | Forfar Athletic     |
| Hamilton Academical   | 1:0      | Raith Rovers        |
| Heart of Midlothian   | 2:1      | Ross County         |
| FC Kilmarnock         | 3:0      | Airdrieonians FC    |
| FC St. Johnstone      | 0:2      | FC Aberdeen         |
| FC Stranraer          | 0:0      | Hibernian Edinburgh |

### Wiederholungsspiele
|                     | Ergebnis |                 |
| ------------------- | -------- | --------------- |
| FC Falkirk          | 0:1      | FC Dundee       |
| Hibernian Edinburgh | 4:0      | FC Stranraer    |
| Glasgow Rangers     | 3:0      | Berwick Rangers |

## Achtelfinale
Das Achtelfinale wurde am 26. Januar und 4. Februar 2002 Ausgetragen. Das Wiederholungsspiel fand am 6. Februar 2002 statt.
|                     | Ergebnis |                      |
| ------------------- | -------- | -------------------- |
| FC Aberdeen         | 2:0      | FC Livingston        |
| Ayr United          | 3:0      | Dunfermline Athletic |
| FC Clyde            | 1:2      | Forfar Athletic      |
| Dundee United       | 4:0      | Hamilton Academical  |
| Heart of Midlothian | 1:3      | Inverness CT         |
| FC Kilmarnock       | 0:2      | Celtic Glasgow       |
| Partick Thistle     | 1:1      | FC Dundee            |
| Glasgow Rangers     | 4:1      | Hibernian Edinburgh  |

### Wiederholungsspiel
|           | Ergebnis |                 |
| --------- | -------- | --------------- |
| FC Dundee | 1:2      | Partick Thistle |

## Viertelfinale
Ausgetragen wurden die Begegnungen am 23./24./25. Februar 2002. Die Wiederholungsspiele fanden am 5. und 6. März 2002 statt.
|                 | Ergebnis |                 |
| --------------- | -------- | --------------- |
| FC Aberdeen     | 0:2      | Celtic Glasgow  |
| Dundee United   | 2:2      | Ayr United      |
| Forfar Athletic | 0:6      | Glasgow Rangers |
| Partick Thistle | 2:2      | Inverness CT    |

### Wiederholungsspiele
|              | Ergebnis |                 |
| ------------ | -------- | --------------- |
| Ayr United   | 2:0      | Dundee United   |
| Inverness CT | 0:1      | Partick Thistle |

## Halbfinale
Ausgetragen wurden die Begegnungen am 23. und 24. März 2002.
|                 | Ergebnis |                 |
| --------------- | -------- | --------------- |
| Celtic Glasgow  | 3:0      | Ayr United      |
| Glasgow Rangers | 3:0      | Partick Thistle |

## Finale
| Celtic Glasgow                                                | Celtic Glasgow | Glasgow Rangers | Glasgow Rangers |
| ------------------------------------------------------------- | --- | --- | --------------- |
| Celtic Glasgow                                                | \| 4. Mai 2002 um 15:00 Uhr (Ortszeit) in Glasgow (Hampden Park) \| \| Ergebnis: 2:3 (1:1) \| \| Zuschauer: 51.138 \| \| Schiedsrichter: Hugh Dallas \| \| Spielbericht \|                                                        | \| 4. Mai 2002 um 15:00 Uhr (Ortszeit) in Glasgow (Hampden Park) \| \| Ergebnis: 2:3 (1:1) \| \| Zuschauer: 51.138 \| \| Schiedsrichter: Hugh Dallas \| \| Spielbericht \|                                                    | Glasgow Rangers |
| Celtic Glasgow                                                | Robert Douglas – Johan Mjällby, Bobo Baldé, Didier Agathe – Neil Lennon, Paul Lambert (44. Jackie McNamara), Stilian Petrow, Alan Thompson – Chris Sutton, John Hartson, Henrik Larsson Cheftrainer: Martin O’Neill ( Nordirland) | Stefan Klos – Maurice Ross, Lorenzo Amoruso, Craig Moore, Arthur Numan – Barry Ferguson, Ronald de Boer, Fernando Ricksen, Peter Løvenkrands – Claudio Caniggia (20. Schota Arweladse), Neil McCann Cheftrainer: Alex McLeish | Glasgow Rangers |
| Celtic Glasgow                                                | 1:0 John Hartson (19.) 2:1 Bobo Baldé (50.) | 1:1 Peter Løvenkrands (21.) 2:2 Barry Ferguson (69.) 2:3 Peter Løvenkrands (90.) | Glasgow Rangers |
| Celtic Glasgow                                                | Bobo Baldé, John Hartson, Neil Lennon | Lorenzo Amoruso, Craig Moore | Glasgow Rangers |
| 4. Mai 2002 um 15:00 Uhr (Ortszeit) in Glasgow (Hampden Park) | | |                 |
| Ergebnis: 2:3 (1:1)                                           | | |                 |
| Zuschauer: 51.138                                             | | |                 |
| Schiedsrichter: Hugh Dallas                                   | | |                 |
| Spielbericht                                                  | | |                 |